# Atriolum tubiporum
Atriolum tubiporum är en sjöpungsart som beskrevs av Kott 200. Atriolum tubiporum ingår i släktet Atriolum och familjen Diazonidae. Inga underarter finns listade.